# Tour dei British and Irish Lions 2021
Il tour dei British and Irish Lions 2021 è il 32º tour ufficiale della formazione interbritannica di rugby a 15 dei British and Irish Lions; si è tenuta per la 15ª volta in Sudafrica, dal 3 luglio al 7 agosto 2021, e consiste in una serie di 8 incontri, di cui tre test match contro gli Springbok, programmati per gli ultimi tre sabati della spedizione.
Eccezionalmente, la selezione ha previsto un test match sul suolo britannico, in programma il 26 giugno allo stadio di Murrayfield a Edimburgo contro il Giappone. Ad aggiudicarsi la serie è stato il Sudafrica, che ha vinto due test match sui tre giocati.
I tre test match contro gli Springbok sono in programma al Soccer City di Soweto, al Cape Town Stadium e all'Ellis Park di Johannesburg; gli incontri infrasettimanali sono, nell'ordine, contro la franchise degli Stormers di Città del Capo, una selezione a inviti a Port Elizabeth, l'altra franchise degli Sharks a Durban, il Sudafrica A a Nelspruit e infine la terza franchise, i Bulls, a Pretoria.
Allenatore capo della squadra dei British Lions è il neozelandese Warren Gatland, capitano il gallese Alun Wyn Jones.

## La squadra

### Giocatori
| Avanti            | Avanti             | Avanti           |
| Giocatore         | Ruolo              | Squadra          |
| ----------------- | ------------------ | ---------------- |
| Tadhg Beirne      | Seconda linea      | Munster          |
| Jack Conan        | Terza linea centro | Leinster         |
| Luke Cowan-Dickie | Tallonatore        | Exeter           |
| Tom Curry         | Terza linea ala    | Sale Sharks      |
| Toby Faletau      | Terza linea centro | Bath             |
| Zander Fagerson   | Pilone             | Glasgow Warriors |
| Tadhg Furlong     | Pilone             | Leinster         |
| Jamie George      | Tallonatore        | Saracens         |
| Iain Henderson    | Seconda linea      | Ulster           |
| Jonny Hill        | Seconda linea      | Exeter           |
| Ken Owens         | Tallonatore        | Scarlets         |
| Maro Itoje        | Seconda linea      | Saracens         |
| Alun Wyn Jones    | Seconda linea      | Ospreys          |
| Wyn Jones         | Pilone             | Scarlets         |
| Courtney Lawes    | Seconda linea      | Northampton      |
| Andrew Porter     | Pilone             | Leinster         |
| Sam Simmonds      | Terza linea centro | Exeter           |
| Rory Sutherland   | Pilone             | Edimburgo        |
| Justin Tipuric    | Terza linea ala    | Ospreys          |
| Mako Vunipola     | Pilone             | Saracens         |
| Hamish Watson     | Terza linea ala    | Glasgow Warriors |

| Tre quarti          | Tre quarti         | Tre quarti       |
| Giocatore           | Ruolo              | Squadra          |
| ------------------- | ------------------ | ---------------- |
| Josh Adams          | Tre quarti ala     | Cardiff Rugby    |
| Bundee Aki          | Tre quarti centro  | Connacht         |
| Dan Biggar          | Mediano d'apertura | Northampton      |
| Elliot Daly         | Tre quarti centro  | Saracens         |
| Gareth Davies       | Mediano di mischia | Scarlets         |
| Owen Farrell        | Mediano d'apertura | Saracens         |
| Chris Harris        | Tre quarti centro  | Gloucester       |
| Robbie Henshaw      | Tre quarti centro  | Leinster         |
| Stuart Hogg         | Estremo            | Exeter           |
| Duhan van der Merwe | Tre quarti ala     | Edimburgo        |
| Conor Murray        | Mediano di mischia | Munster          |
| Ali Price           | Mediano di mischia | Glasgow Warriors |
| Louis Rees-Zammit   | Tre quarti ala     | Gloucester       |
| Finn Russell        | Mediano d'apertura | Racing 92        |
| Anthony Watson      | Tre quarti ala     | Bath             |
| Liam Williams       | Estremo            | Scarlets         |

### Staff tecnico-manageriale
- Jason Leonard: tour manager
- Warren Gatland: commissario tecnico
- Gregor Townsend: assistente tecnico (attacco)
- Steve Tandy: assistente tecnico (difesa)
- Robin McBryde: assistente tecnico (avanti)
- Neil Jenkins: assistente tecnico (calci)

## Risultati

### Iltest matchcontro il Giappone
| Arbitro: | Pascal Gaüzère |

|                                                 |      |            |
| Adams 11’ v.d. Merwe 17’ Henshaw 22’ Beirne 48’ | mt   | 58’ Himeno |
| Biggar 11’, 17’, 22’, 48’                       | tr   | 58’ Tamura |
|                                                 | c.p. | 68’ Tamura |

### Itest matchin Sudafrica
| Johannesburg 24 luglio 2021 | Sudafrica | 17 – 22 referto | British Lions | Soweto Soccer City |

| Città del Capo 31 luglio 2021 | Sudafrica | 27 – 9 referto | British Lions | Cape Town Stadium |

| Johannesburg 7 agosto 2021 | Sudafrica | 19 – 16 referto | British Lions | Ellis Park |

### Gli altri incontri
| Arbitro: | A. J. Jacobs |

|                             |    |                                                                           |
| V. Tshituka 24’ Maxwane 43’ | mt | 3’ Rees-Zammit 6’ H. Watson 32’ Price 41’, 53’, 67’, 71’ Adams 65’ Davies |
| Hendrikse 35’, 44’          | tr | 4’, 7’, 33’, 41’, 55’, 66’, 68’, 72’ Farrell                              |

| Arbitro: | Jaco Peyper |

|            |    |                                                                    |
| Venter 50’ | mt | 2’, 56’, 77’ Adams 6’, 25’, 73’ v.d. Merwe 38’ Aki 60’ Rees-Zammit |
| Bosch 50’  | tr | 3’, 6’, 40’ Farrell 57’, 61’, 74’, 79’ Russell                     |

| Arbitro: | Wayne Barnes |

|                                                     |    | |
| Volmink 10’, 35’ Abrahams 14’ Hendrikse 23’ Kok 52’ | mt | 4’ Harris 20’, 54’ George 25’ v.d. Merwe 38’, 63’ Beirne 47’ Conan 50’ Daly 58’, 79’ Watson 68’ Curry |
| Cronjé 11’, 24’, 36’                                | tr | 5’, 26’, 39’, 51’, 55’, 58’, 64’, 66’ Biggar                                                          |

| Arbitro: | Jaco Peyper |

|                  |      |                  |
| Nkosi 12’ Am 31’ | mt   | 10’, 35’ Jones   |
| Steyn 13’, 33’   | tr   | 44’ Farrell      |
| Steyn 5’         | c.p. | 27’, 50’ Farrell |

| Arbitro: | Wayne Barnes |

|           |      |                                                                                         |
|           | mt   | 27’ Beard 33’ Cowan-Dickie 40’ Hill 49’ Conan 67’ Fagerson 73’ Rees-Zammit 77’ Simmonds |
|           | tr   | 28’, 34’, 40’, 50’, 68’, 75’, 78’ Smith                                                 |
| Swiel 19’ | c.p. |                                                                                         |